# وینسنت بوئنو
وینسنت بوئنو (به انگلیسی: Vincent Bueno) (زاده ۱۰ دسامبر ۱۹۸۵) خواننده اتریشی است. همکاری های او با انریکه ایگلسیاس خواننده سرشناس اسپانیایی سبب شهرت بسیار از پیش او شد.
او نماینده اتریش در یوروویژن ۲۰۲۱ است.